# Tractat de Funcionament de la Unió Europea
El Tractat de funcionament de la Unió Europea (TFUE) és un dels quatre documents que configuren la constitució material de la Unió Europea, junt amb el Tractat de la Unió Europea (TUE), el Tractat constitutiu de la Comunitat Europea de l'Energia Atòmica (Tractat Euratom) i la Carta de Drets Fonamentals de la Unió Europea (CDF).
El TFUE és, al costat del Tractat Euratom, el més antic dels tractats que fonamenten jurídicament l'actual Unió. Va ser signat a Roma el 1957 com Tractat constitutiu de la Comunitat Econòmica Europea, i des d'aleshores ha sobreviscut amb diverses reformes i diferents denominacions –(fins al 1992 Tractat CEE i de 1992 fins a 2009 «Tractat constitutiu de la Comunitat Europea»; finalment, i des de l'entrada en vigor del Tractat de Lisboa, l'actual– fins als nostres dies.
És el text en el qual es conté amb major detall el marc jurídic en el qual es desenvolupen les diferents polítiques i accions de la Unió en tots els seus àmbits i els principis constitucionals que els regeixen, llevat de la política exterior i de seguretat comuna i de la seva política comuna de seguretat i defensa, excepcionalment ubicades al TUE.
Es tracta, per tant, de les polítiques tradicionalment ubicades a l'antic tercer pilar, les que no segueixen pautes intergovernamentals sinó el mètode comunitari clàssic. Encara que el TFUE té el mateix rang jurídic que el TUE, és el cert, que el seu contingut és més detallat, que està desenvolupament de les disposicions constitucionals contingudes en el TUE, fan que les seves pròpies clàusules remetin en nombroses ocasions al marc de les disposicions generals contingudes en aquest últim, pel que de facto és precisament el TUE el que amb freqüència es considera el text més pròpiament constitucional de tots. El títol mateix del TFUE sembla apuntar en aquest mateix sentit complementari al Tractat de la Unió Europea. Així i tot, són precisament aquestes característiques i la seva més gran especialització els que fan que aquest tractat tingui una aplicació pràctica molt més freqüent i visible.

## Preàmbul
El preàmbul enuncia la intenció última que va conduir la signatura del Tractat el 1957. És aquí on es conté la famosa màxima que guia el procés de construcció comunitària: «una unió sense parar més estreta entre els pobles d'Europa».

### Primera part: Principis
Títol II («Disposicions d'aplicació general»), que és en el qual veritablement s'expressen els principis generals de l'acció comunitària que enuncia el rètol de la Primera Part. Es tracta de principis funcionals, en la mesura en la qual ordenen el camí regular de les institucions i de les polítiques comunitàries concretes, el seu funcionament, i no la seva substància fonamentadora. Els valors i objectius de la Unió Europea en el seu conjunt estan continguts en el TUE, que també enuncia alguns dels principis funcionals més rellevants, després desenvolupats en el TFUE, com els d'atribució de competències, subsidiarietat, proporcionalitat, cooperació lleial, igualtat dels Estats membres, respecte a les identitats nacionals, i democràcia representativa, entre d'altres.

#### Competències
El Títol I («Categories i àmbits de competències de la Unió») és de la màxima importància, i el seu contingut és una de les principals innovacions tècniques de les reformes introduïdes pel Tractat de Lisboa. El TFUE clarifica el repartiment competencial entre la Unió i els seus Estats membres en enunciar i classificar en el seu article 2 i següents les competències d'aquella en diferents categories. A més a més enuncia de manera més clara i compacta els principis que fins ara regien la delimitació de competències, així com el seu exercici. Malgrat tot, per a la completa comprensió d'aquests principis és precís també recórrer a l'article 5 del TUE.
Així, el TFUE distingeix entre les següents categories de competències comunitàries: 
- Competències exclusives de la Unió: enunciades a l'article 3, s'exerceixen sobre àmbits determinats en els quals solament la Unió pot legislar i adoptar actes jurídicament vinculants, mentre que els Estats membres (EE.mm.) només podran fer-ho en la mesura en la qual siguin facultats per la Unió, o per aplicar el Dret de la Unió.
- Competències compartides: enunciades a l'article 4, s'exerceixen sobre àmbits determinats en els quals la Unió i els EE.mm. poden legislar i adoptar actes jurídicament vinculants. Tanmateix, els EE.mm. només podran exercir la seva competència en la mesura en la qual la Unió no hagi exercit la seva.
- Competències de suport, coordinació i complement: es tracta d'una categoria una mica heterogènia, l'exercici concret de la qual ve de vegades determinades regulat per disposicion] específiques relatives a cada àmbit afectat. En qualsevol cas no substitueixen ni impedeixen l'actuació dels Estats, i no comporten cap harmonització de les legislacions nacionals.
- Competències especials: es recullen aquí les diferents previsions competencials no susceptibles d'emmarcament en cap de les categories anteriors, que es regeixen per disposicions molt específiques, diferents als mètodes ordinaris de delimitació i exercici de les competències. No estan recollides unitàriament pels Tractats, perquè els seus règims són molt diferents entre si, però el TFUE les enuncia separadament a continuació de les altres categories. Es tracta de la coordinació de les polítiques econòmiques, incloses la gobernanza de la zona euro, la coordinació de les polítiques de feina i la coordinació de les polítiques socials, i la política exterior i de seguretat comuna, inclosa la política comuna de seguretat i defensa.

| Competències exclusives: |

| Solament la Unió pot legislar i adoptar actes vinculants; els Estats únicament podran si són facultats per la Unió o per aplicar actes de la Unión |
| - la unió duanera; - l'establiment de les normes sobre competència necessàries per al funcionament del mercat interior; - la política monetària dels Estats membres la moneda dels quals és l'euro; - la conservació dels recursos biològics marins dintre de la política Pesquera Comuna; - la política comercial comuna; - la celebració de acords internacionals en el marc d'aquestes competències. |

| Competències compartides: |

| La Unió i els Estats membres poden legislar i adoptar actes vinculants, però els Estats només exerciran la seva competència en la mesura en la qual la Unió no n'hi hagi fet. |
| - el mercat interior; - la política social, en els aspectes definits pels Tractats; - la cohesió econòmica, social i territorial; - la agricultura i la pesca; - el medi ambient; - la protecció dels consumidors; - el transport; - les xarxes transeuropees; - l'energia; - l'espai de llibertat, seguretat i justícia; - els assumptes comuns sobre salut pública |

| Les polítiques i accions de la Unió no impediran els Estats exercir les seves                                                       |
| - la investigació, el desenvolupament tecnològic i l'Exploració de l'espai - la cooperació al desenvolupament i l'ajuda humanitària |

| Competències especials (catalogades a part)                                                                                |
| - la coordinació de les polítiques econòmica, social i de feina - la política exterior i de seguretat comuna (PESC - PCSD) |

| Competències de suport: |

| La Unió pot portar a terme accions per tal de donar suport, coordinar o complementar l'acció dels Estats |
| - la protecció i millora de la salut humana; - la indústria; - la cultura; - el turisme; - l'educació, la formació professional, la joventut i l'esport; - la protecció civil; - l'cooperació administrativa. |

### Segona part: No discriminació i ciutadania
La Segona Part del Tractat («No discriminació i ciutadania de la Unió») ordena el règim de ciutadania de la Unió Europea, referint-se els principals drets i deures que assisteixen als seus ciutadans com a tals, deixant de banda els altres que poguessin establir-se, i definint en més detall els trets de la seva aplicació. Els drets constitucionals continguts són: 
- lliure circulació i residència a tot el territori de la Unió;
- sufragi actiu (vot) i passiu en les eleccions al Parlament Europeu i en les eleccions municipals de l'Estat membre de residència, siguin o no nacionals d'aquest, i en idèntiques condicions que aquests;
- protecció diplomàtica i consular en tercers països en els quals no estigui representat l'Estat del que són nacionals, per part de qualsevol altre Estat de la Unió, en les mateixes condicions que els seus propis nacionals;
- petició al Parlament Europeu, recurs al Síndic de Greuges Europeu, i en general dret de dirigir-se a qualsevol institució o organisme consultiu de la Unió en una de les llengües oficials de la Unió i de rebre contestació en aquesta mateixa llengua.

Així mateix a l'article 19 s'enuncia una clàusula general de no discriminació –no discriminació per nacionalitat, sexe, origen racial o ètnic, religió o conviccions, discapacitat, edat o orientació sexual– que, combinada amb l'article 10, crea una obligació activa de lluita contra la discriminació aplicable a totes les institucions de la Unió a l'exercici de les seves competències i als Estats membres i els seus poders constitucionals quan apliquin el Dret de la Unió. Aquesta clàusula, tanmateix, remet parcialment al seu ulterior desenvolupament legislatiu per a la seva efectiva precisió i condicions.

### Tercera part: Polítiques i accions internes
La Tercera Part del Tractat («Polítiques i accions internes de la Unió»): 
- El Títol II («Lliure circulació de mercaderies») 
  - Capítol 1 («Unió duanera»)
  - Capítol 2 («Cooperació duanera»)
  - Capítol 3 («Prohibició de les restriccions quantitatives entre els Estats membres»)
- El Títol III («Agricultura i pesca»)
- El Títol IV («Lliure circulació de persones, serveis i capitals») 
  - Capítol 1 («Treballadors»)
  - Capítol 2 («Dret d'establiment»)
  - Capítol 3 («Serveis»)
  - Capítol 4 («Capital i pagaments»)
- El Títol V («Espai de llibertat, seguretat i justícia») 
  - Capítol 1 («Disposicions generals»)
  - Capítol 2 («Polítiques sobre controls en les fronteres, asil i immigració»)
  - Capítol 3 («Cooperació judicial en matèria civil»)
  - Capítol 4 («Cooperació judicial en matèria penal»)
  - Capítol 5 («Cooperació policíaca»)
- El Títol VI («Transports»)
- El Títol VII («Normes comunes sobre competència, fiscalitat i aproximació de les legislacions») 
  - Capítol 1 («Normes sobre competència») 
    - Secció primera («Disposicions aplicables a les empreses»)
    - Secció segona («Ajuts atorgats pels Estats»")

  - Capítol 2 («Disposicions fiscals»)
  - Capítol 3 («Aproximació de les legislacions»)
- El Títol VIII («Política econòmica i monetària») 
  - Capítol 1 («Política econòmica»)
  - Capítol 2 («Política monetària»)
  - Capítol 3 («Disposicions institucionals»)
  - Capítol 4 («Disposicions específiques per als Estats membres la moneda dels quals és l'euro»)
  - Capítol 5 («Disposicions transitòries»)
- El Títol IX («Feina»)
- El Títol X («Política social»)
- El Títol XI («El Fons Social Europeu»)
- El Títol XII («Educació, formació professional, joventut i esport»)
- El Títol XIII («Cultura»)
- El Títol XIV («Salut pública»)
- El Títol XV («Protecció dels consumidors»)

El Títol XVI («Xarxes transeuropees») 
- El Títol XVII («Indústria»)
- El Títol XVIII («Cohesió econòmica, social i territorial»)
- El Títol XIX («Investigació i desenvolupament tecnològic i espai»)
- El Títol XX («Medi ambient»)
- El Títol XXI («Energia»
- El Títol XXII («Turisme»)
- El Títol XXIII («Protecció civil»)
- El Títol XXIV («Cooperació administrativa»)

## Quarta part: Associacions amb l'ultramar
La Quarta Part: «Associació de països i territoris d'ultramar»

## Cinquena part: Acció exterior de la Unió
La Part del Tractat («Acció exterior de la Unió»)

### Disposicions generals
El Títol I («Disposicions generals relatives a l'acció exterior de la Unió»)

### Política comercial comú
El Títol II («Política comercial comuna»)

### Cooperació i ajut al desenvolupament
El Títol III («Cooperació amb tercers països i ajuda humanitària») 
- el Capítol 1 («Cooperació per al desenvolupament»)
- el Capítol 2 («Cooperació econòmica, financera i tècnica amb tercers països»)
- el Capítol 3 («Ajuda humanitària»)

### Altres qüestions
- el Títol IV («Mesures restrictives»)
- el Títol V («Acords internacionals»)
- el Títol VI («Relacions de la Unió amb les organitzacions internacionals i amb tercers països i Delegacions de la Unió»)
- el Títol VI («Clàusula de solidaritat»)

## Sisena part: Disposicions institucionals i financeres

### Institucions i procediment normatiu
- El Títol I («Disposicions institucionals»): 
  - el Capítol 1 («Institucions»");
  - el Capítol 2 («Actes jurídics de la Unió, procediments d'adopció i d'altres disposicions]»): 
    - la Secció primera («Actes jurídics de la Unió»),
    - la Secció segona («Procediments d'adopció dels actes i d'altres disposicions]»);

  - el Capítol 3 («Òrgans consultius de la Unió»): 
    - la Secció primera («El Comitè Econòmic i Social»),
    - la Secció segona («El Comitè de les Regions»);

  - el Capítol 4 («El Banc Europeu d'Inversions»).

### Finances de la Unió
- El Títol II («Disposicions financeres»); 
  - el Capítol 1 («Recursos propis de la Unió»);
  - el Capítol 2 («Marc financer plurianual»);
  - el Capítol 3 («Pressupost anual de la Unió»);
  - el Capítol 4 («Execució del pressupost i aprovació de la gestió»);
  - el Capítol 5 («Disposicions comunes»);
  - el Capítol 6 («Lluita contra el frau»).

### Cooperacions reforçades
- El Títol III («Cooperacions reforçades»)

## Setena part: Disposicions generals i finals
La Setena Part del Tractat («Disposicions] generals i finals»)

### Protocols, annexos i declaracions
- Protocols
- Annexos
- Declaracions 
  - Declaracions relatives a disposicions dels Tractats
  - Declaracions relatives a Protocols annexos als Tractats
  - Declaracions d'Estats membres